# Blintendorf (Gefell)
Blintendorf ist ein Ortsteil der Einheitsgemeinde Stadt Gefell im Saale-Orla-Kreis in Thüringen.

## Geografie
Die Gemarkung von Blintendorf wird westlich von der Bundesautobahn 9 durchquert. Das sanfte muldenartige Hochplateau ist nordwestlich und südöstlich von Wäldern begrenzt. Die Bundesstraße 90 mit dem Autobahnanschluss „Bad Lobenstein“ führt eng am Dorf vorbei.
Nachbarorte sind Göritz, Frössen, Langgrün, Seubtendorf und Göttengrün.
Mit den Linien 720 und 721 des Verkehrsunternehmens KomBus hat Blintendorf Anschluss an die Städte Bad Lobenstein, Hirschberg (Saale) und Schleiz.

## Geologie
Die Flur von Blintendorf ist ein typischer Standort des Südostthüringischen Schiefergebirges. Die Böden sind durch den hohen Feinerdeanteil und Humusgehalt sehr fruchtbar. Quellmulden sowie schmale Tallagen der Böden sind typische Grünlandstandorte. Ackerbau wird auf plateauartigen Geländerücken, welligen Ebenen und Flachhängen begünstigt. Auf sonstigen Lagen überwiegt die forstliche Nutzung.

## Geschichte
Die urkundliche Ersterwähnung von Blintendorf fand am 20. März 1327 statt. In einer wenige Tage jüngeren Urkunde des böhmischen Königs Johann von Luxemburg und Böhmen (ausgestellt in Prag am 13. April 1327) unterwirft sich Petzold Sack von Sparnberg dem König und trägt ihm sein Lehen an, namentlich die Burg Sparnberg („castrum Sparenbergk“), die Bevölkerung Sparenbergs („Gens Sparenbergiorvm“) und die beiden Dörfer Ullersreuth und Blintendorf („dua villas Vlrichsreut & Plintendorff“). Den genannten Besitz, der zuvor ein reichsunmittelbares Lehen gewesen sein dürfte, nimmt er als Lehen vom böhmischen König zurück. Diese Urkunde ist als Regest und als Abschrift überliefert.
Gefell und Blintendorf gehörten als Exklaven zum sächsisch-albertinischen Amt Plauen (Vogtländischer Kreis). Nach dem Wiener Kongress waren die beiden Orte von 1815 bis 1944 Exklaven des preußischen Landkreises Ziegenrück, der im Verband der Provinz Sachsen selbst eine Exklave war. Grund dieser außergewöhnlichen Verwaltungsart war wohl die Vermählung von Markgraf Friedrich dem Freidigen mit Elisabeth, der 14-jährigen Tochter seiner Schwiegermutter aus der Verbindung mit Otto von Lobdeburg-Arnshaugk am 24. August 1300. Die junge Frau brachte Neustadt/Orla, Auma und Ziegenrück in die Ehe ein. Der Vormund Elisabeths, der Reuße Heinrich von Plauen erhielt von Friedrich zur Schuldenbegleichung Triptis, Auma und Ziegenrück als Unterpfand für die Summe von 3000 Schock Meißner Groschen.
Bis zum 1. Juli 1945 war Blintendorf geteilt zwischen dem Fürstentum Reuß – jüngere Linie (bzw. ab 1920 Thüringen – ab 1922 Landkreis Schleiz) und Preußen (der Kreis Ziegenrück wurde am 1. Oktober 1945 aufgelöst). Die damalige Schule, welche heute als Gemeindehaus genutzt wird, und die Kirche befanden sich auf preußischem Gebiet. Um 1870 bestand die Bevölkerung (299 Einwohner) aus Reußen und Preußen, welche beide gemeinschaftlich Kirche und Schule nutzten.
Nach wie vor prägt die Landwirtschaft diesen Ort.

## Sehenswürdigkeiten
- Kirche St. Marien (Blintendorf)